# 王暐婷
王暐婷（1989年2月27日—），台灣新聞主播，世新大學新聞所畢業，並於2018年前往英國，於倫敦政治經濟學院取得媒體與傳播碩士學位。台北市政記者。曾經擔任民視新聞台《民視假日夜線新聞》主播，2021年2月離開民視，之後到韓國留學，歸國後任TVBS新聞台專題記者，東森財經新聞台主播、《打卡吧！我的炫FOOD日記》主持人。

## 學歷
- 世新大學新聞所畢業
- 倫敦政治經濟學院碩士

## 經歷
- 民視新聞台 《民視假日夜線新聞》主播
- TVBS新聞台專題記者
- 東森財經新聞台記者、主播、《打卡吧！我的炫FOOD日記》主持人